# Pavlo Lapshyn
Pavlo Serhiyovych Lapshyn (12 de marzo de 1988; cirílico ucraniano: Павло Сергійович Лапшин) es un terrorista supremacista blanco ucraniano que cometió una seguidilla de crímenes en 2013 contra musulmanes en Reino Unido. Lapshyn fue condenado a cadena perpetua, y cumplirá un mínimo de 40 años, por un homicidio en Birmingham y tres intentos de ataque con bomba en mezquitas en Tierras Medias. Confesó que su motivación era matar y dañar a los no blancos.

## Trasfondo

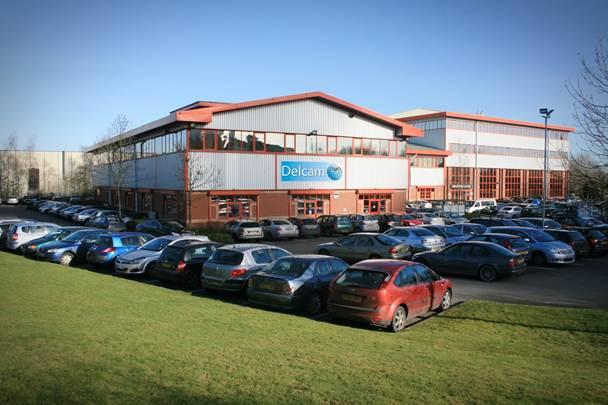
Lapshyn estaba en prácticas en Delcam en Birmingham cuando cometió sus ataques.

Pavlo Lapshyn fue oriundo de Dnipro, hijo de Sergey Lapshyn, profesor universitario. El padre de Lapshyn afirma que su hijo no era racista, diciendo que Pavlo sabía que su abuela era parte de la comunidad tártara (de mayoría musulmana).
Lapshyn estudió ingeniería en su ciudad natal en la Academia Nacional Metalúrgica de Ucrania. En 2009 obtuvo una licenciatura con honores y completó una maestría al año siguiente. Más adeltante comenzó su doctorado. Lapshyn fue detenido en agosto de 2010 después de causar una explosión accidental en el apartamento de su familia. Lapshyn había estado experimentando con productos químicos para fabricar bombas mientras su familia estaba de vacaciones. Hay un video corto que tomó de una explosión en Ucrania.
Durante sus estudios de doctorado, Lapsyhn participó en un intercambio con la Universidad de Coventry y participó en una experiencia laboral en Delcam, una empresa de software con sede en el suburbio de Small Heath de Birmingham, un área del este de Birmingham "que tiene una población musulmana significativa y visible". Fue aceptado después de quedar en tercer lugar por su trabajo en modelado 3D y programación de computadoras. Lapshyn llegó a Birmingham el 24 de abril de 2013 y se alojó en un piso dentro de la sede de Delcam. Sus colegas lo describieron como tímido, pero educado.

## Ataques

### Asesinato de Mohammed Saleem

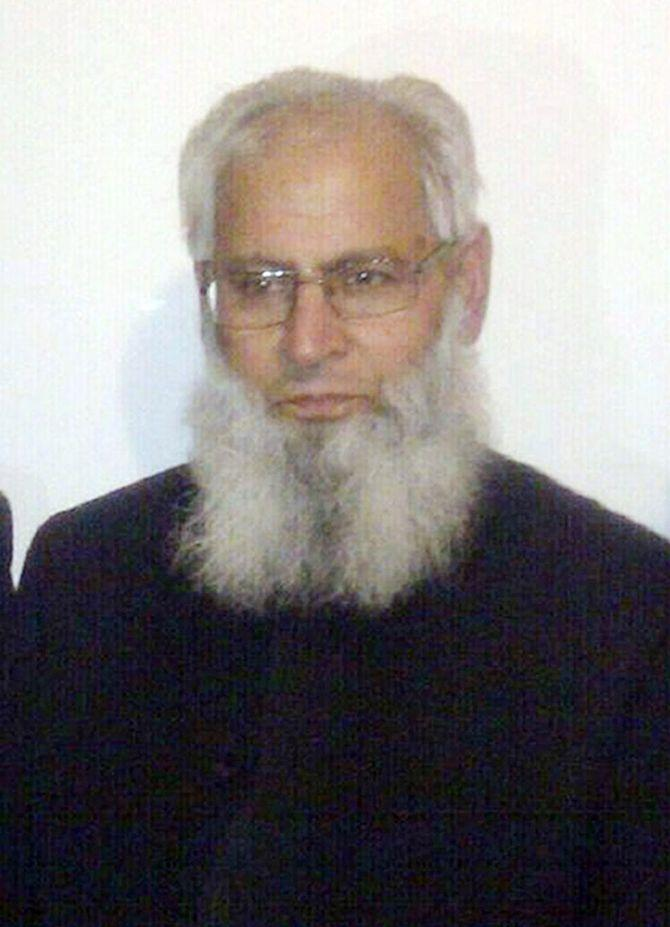
La víctima, Mohammed Saleem

Aproximadamente a las 22:00 horas del 29 de abril de 2013, cinco días después de su llegada al Reino Unido, Lapshyn mató a puñaladas a Mohammed Saleem, de 82 años, cuando el pensionista regresaba de la mezquita de Green Lane en Small Heath. Saleem, padre de siete hijos y abuelo de 23 que había emigrado al Reino Unido desde Pakistán en 1957, caminaba solo cerca de su casa en Small Heath cuando fue visto por Lapshyn, que llevaba un cuchillo. Lapshyn luego le dijo a los detectives que decidió matar a Saleem porque "era musulmán y no había testigos". Lapshyn apuñaló a Saleem tres veces en la espalda.
La opinión local era que Saleem había sido asesinado por un miembro del movimiento de protesta callejera antiislamista, la English Defence League (EDL), después de que seis musulmanes fueran condenados por intentar poner una bomba en una de sus manifestaciones. Shazia Khan, una hija de Saleem, afirmó que su hermano había recibido cartas cada vez más amenazantes que pretendían ser de la EDL. Uno de ellos declaró: "Nos ha llamado la atención que está entrenando terroristas en sus instalaciones. No toleraremos ninguna actividad terrorista en nuestro suelo. Le instamos a que cierre este gimnasio lo antes posible". Se decía que las cartas databan de septiembre de 2012, antes de la llegada de Lapshyn.
Debido a las investigaciones post mortem, Saleem no recibió un funeral hasta el 13 de julio. Aproximadamente 5000 personas asistieron al servicio en su mezquita.

### Seguidilla de ataquese ataques

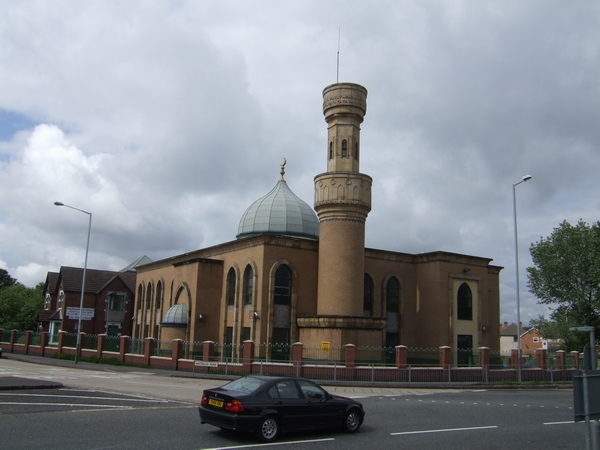
Lapshyn plantó su segunda bomba en la Mezquita Central de Wolverhampton

Lapshyn intentó tres atentados con bombas en mezquitas locales, teniendo como objetivo los viernes a la hora del almuerzo, ya que son los servicios con mayor asistencia. El primero se colocó fuera de una mezquita en Walsall el 21 de junio de 2013, y las investigaciones policiales llevaron a la evacuación de 40 hogares. El segundo se colocó fuera de la Mezquita Central de Wolverhampton el 28 de junio, pero no se informó hasta después de los otros dos porque la policía no reconoció que una bomba había causado escombros en una isla de tráfico cerca del edificio hasta el arresto de Lapshyn. Los oficiales fueron llamados a la escena después de la detonación del viernes 28 de junio, pero no eran especialistas y no se dieron cuenta de la importancia del tipo de escombros.
La tercera bomba se colocó en Tipton el 12 de julio y estalló una hora después de que terminaran las oraciones, sin que nadie resultara herido, que coincidió con el funeral de Fusilero Lee Rigby, recientemente asesinado por yihadistas en Woolrich, Londres.
La investigación incautó y examinó miles de horas de CCTV, gran parte de ellas de locales comerciales a lo largo de la ruta de salida y pudo identificar a un sospechoso que iba y venía del lugar del último ataque utilizando la red de autobuses. El viaje final fue al área de Small Heath. Las imágenes se difundieron públicamente, pero nadie llamó para identificarlo. Los oficiales locales visitaron las instalaciones locales y finalmente llegaron a Delcam, donde identificaron a Lapshyn y poco después lo arrestaron pacíficamente.

## Arresto y juicio

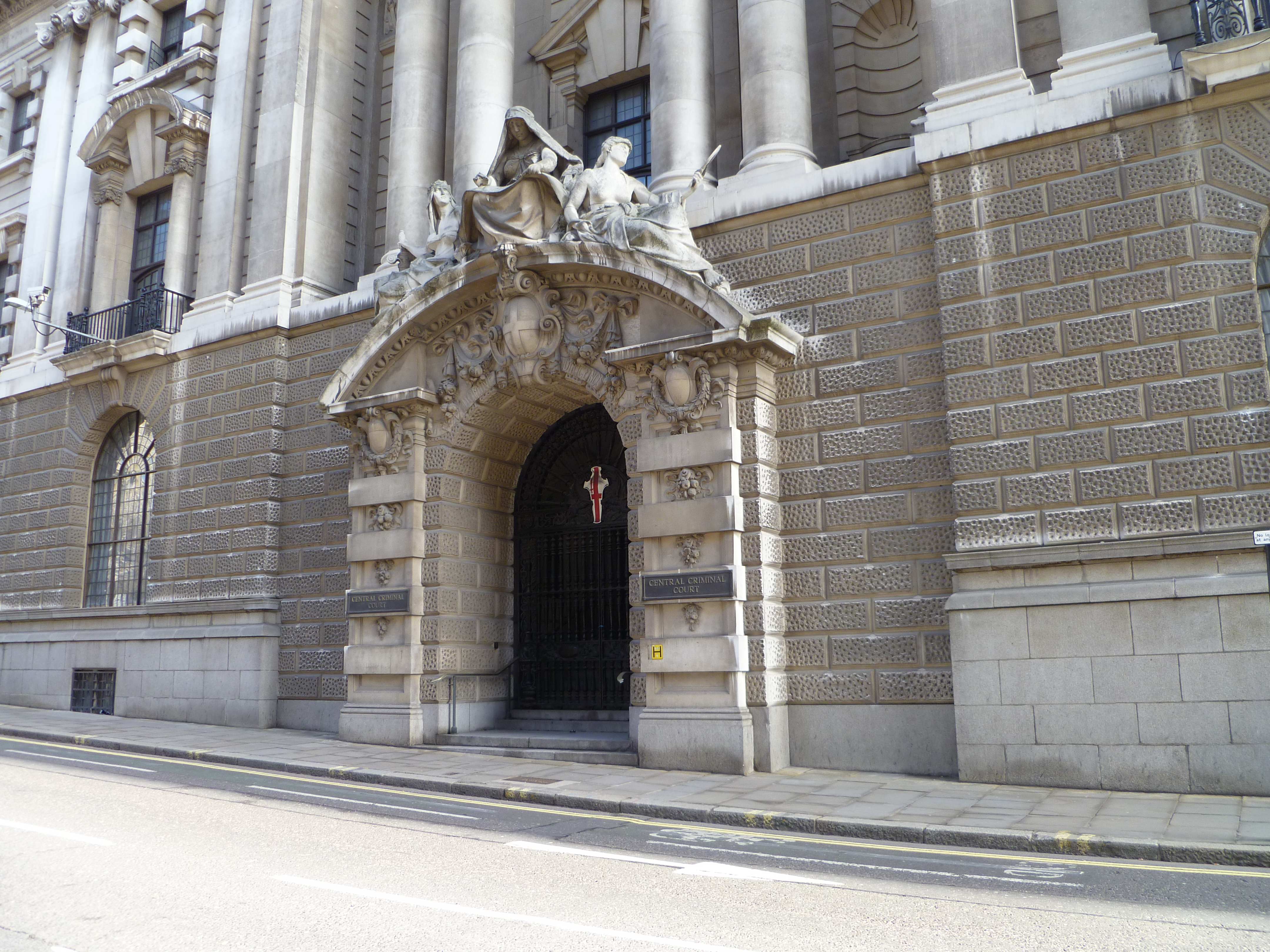
Lapshyn fue enjuiciador en el Old Bailey en Londres

Lapshyn fue arrestado e interrogado por las explosiones y el asesinato de Saleem el 18 de julio. Admitió todos los atentados y dos días después el asesinato de Saleem. Lapshyn posteriormente declaró su intención de "aumentar el conflicto racial" a través de sus acciones.
Por las explosiones, fue acusado en virtud del artículo 2 de la Ley de Sustancias Explosivas de 1883 y el artículo 5(1) de la Ley de Terrorismo de 2006. Se declaró culpable de todos los cargos el 21 de octubre de 2013. Lapshyn fue sentenciado en el Old Bailey en Londres el 25 de octubre de 2013. El tribunal fue acordonado después de que se encontró un dispositivo sospechoso. El juez Peter Wright, dijo que las búsquedas policiales en el apartamento de Lapshyn habían encontrado fotografías de él posando con la daga con la que había matado a Saleem, así como literatura sobre la supremacía blanca y videojuegos. Wright abogó por un orden de por vida; sin embargo, Lapshyn fue sentenciado a cadena perpetua, con un término mínimo de 40 años, lo que significa que no podrá ser liberado hasta 2053.
Hanif Khan, yerno de Saleem, declaró después de la sentencia que "estamos en manos del juez: 40 años todavía es mucho tiempo y tendrá 65 cuando salga. Hemos perdido un amada persona. Ojalá ahora podamos cerrar un poco". En agosto de 2020, Lapshyn se declaró culpable de preparar una sustancia explosiva en su celda. Se declaró culpable y recibió una sentencia de prisión de dos años para ejecutar simultáneamente con su cadena perpetua. Se escuchó en la corte que le habían diagnosticado autismo desde su encarcelamiento.

## Legado
El nombre de pila y el patronímico de Lapshyn, aunque no su apellido, se encontraban entre muchos nombres de muchas influencias antimusulmanas escritos en las armas que Brenton Tarrant usó durante los ataques a la mezquita de Christchurch de 2019.
En abril de 2021, para conmemorar el octavo aniversario del asesinato de Mohammed Saleem, su hija Massarrat Saleem inició la campaña en las redes sociales "#IAmMohammedSaleem" con el objetivo de lograr que el gobierno británico reconozca oficialmente la islamofobia como delito.